# سامانه اچ اس ام

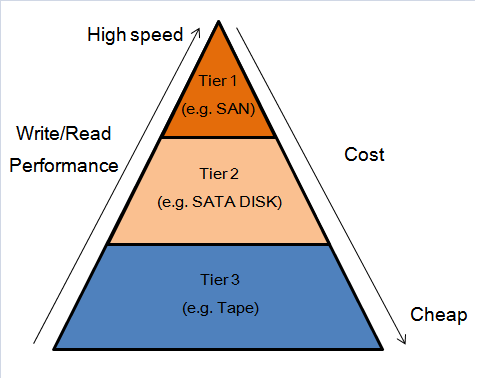
هرم سیستم مدیریت سلسله مراتبی اطلاعات

سامانه اچ اس ام (به انگلیسی: Hierarchical storage management) که شاید مناسب باشد در فارسی آن را سیستم مدیریت سلسله مراتبی اطلاعات یا سیستم مدیریت چند لایه اطلاعات بنامیم.
یک سیستم نرم‌افزاری یا مجموعه از نرم‌افزار و سخت‌افزارهایی است که تعیین سیاست‌های ذخیره‌سازی اطلاعات بر روی آن به سازمان اجازه می‌دهد سرورهای ذخیره‌سازی اطلاعات خود را به اقتصادی‌ترین شکل ممکن استفاده نماید.
این سیستم‌ها به شکل خودکار با در نظر گرفتن سیاست‌های تعین شده توسط راهبر سیستم مجموعه از ابزارهای ذخیره‌سازی را به نحوی بکار می‌گیرند که سریعترین و گرانترین سیستم ذخیره‌سازی برای پرکاربرترین و پر مراجعه‌ترین سناریوهای دسترسی به فایل و ارزانترین آن‌ها به کاربردهای با فواصل زمانی طولانی‌تر اختصاص یابد.
ایده مدیریت سلسله مراتبی اطلاعات یعنی اینکه سیستم هوشمندی داشته باشیم که به ما کمک کند فایلهای جدید و پر مراجعه در لایه یک ذخیره‌سازی گران نگهداری کنیم ولی به تدریج که میزان دسترسی به فایل کاهش می‌باید دیگر فضای گرانی به آن تخصیص نداده و به صورت ترانسپارنت و غیر محسوس برای کاربر ٫آنرا به یک سیستم ذخیره‌سازی ارزانتر منتقل کنیم. دو فایده بزرگ نصیب سازمان خواهد شد ٫ لایه سریعتر ذخیره‌سازی را با اطلاعات قدیمی وبی مراجعه پر نکرده و دایماً نیازمند خرید سخت‌افزار جدید نیست و دوما کلیه منابع ذخیره‌سازی سازمان به شکل بهینه مورد استفاده قرار گرفته‌اند.
معمولاً درسیستمهای HSM به بلوغ رسیده، سرویس‌های مدیریت تهیه کپی‌های پشتیبانی نیز وجود دارند تا راهبر بتواند به سادگی با پیکره بندی سیستم ٫ مدیریت توزیع و جابجایی و تهیه اطلاعات پشتیبان را به یک سیستم خودکار بسپارد.